# ARFU Asian Rugby Championship 1972
L'Asian Rugby Championship 1972 (in inglese 1972 ARFU Asian Rugby Championship) fu il 3º campionato asiatico di rugby a 15 organizzato dall'ARFU, organismo continentale di governo della disciplina.
Si tenne, come nell'edizione precedente, tra 7 squadre nazionali e fu ospitato da Hong Kong dal 4 all'11 novembre 1972.
Il primo girone, da quattro squadre, comprendeva il Giappone campione uscente, la Malaysia, Singapore e lo Sri Lanka, al suo esordio internazionale rugbistico con tale denominazione, dopo che nel maggio precedente il parlamento aveva abbandonato il vecchio nome di Ceylon; il secondo girone, da tre squadre, includeva i padroni di casa di Hong Kong, la Corea del Sud e la Thailandia; al termine della fase a gironi ogni squadra disputò la finale contro la corrispondente piazzata nell'altro girone: di conseguenza le vincitrici dei due gironi si sarebbero incontrate per il titolo finale, le seconde per il terzo posto e le terze classificate per il quinto posto.
A vincere i rispettivi gironi, come da pronostico, furono Giappone e Hong Kong che si affrontarono l'11 novembre in finale allo Stadio del Governo: i nipponici prevalsero 16-0 e portarono a casa il terzo titolo continentale consecutivo; nella finale per il terzo posto la Thailandia sconfise 26-3 Singapore e in quella per il quinto posto la Corea del Sud batté Sri Lanka 37-0.
La Malaysia, quarta del proprio girone, fu classificata al settimo posto.

## Squadre partecipanti
| Girone A  | Girone B      |
| --------- | ------------- |
| Giappone  | Corea del Sud |
| Malaysia  | Hong Kong     |
| Singapore | Thailandia    |
| Sri Lanka |               |

## Fase a gironi

### Girone A
| Data            | Incontro                | Risultato | Sede      |
| --------------- | ----------------------- | --------- | --------- |
| 4 novembre 1972 | Giappone XV — Singapore | 60-4      | Hong Kong |
| 4 novembre 1972 | Malaysia — Sri Lanka    | 9-23      | Hong Kong |
| 6 novembre 1972 | Malaysia — Singapore    | 13-26     | Hong Kong |
| 6 novembre 1972 | Giappone XV — Sri Lanka | 51-0      | Hong Kong |
| 8 novembre 1972 | Giappone XV — Malaysia  | 40-0      | Hong Kong |
| 8 novembre 1972 | Singapore — Sri Lanka   | 9-6       | Hong Kong |

#### Classifica
|    | Squadra   | G | V | N | P | P+  | P- | P±  | PT |
| -- | --------- | - | - | - | - | --- | -- | --- | -- |
| A1 | Giappone  | 3 | 3 | 0 | 0 | 151 | 4  | 147 | 6  |
| A2 | Singapore | 3 | 2 | 0 | 1 | 39  | 79 | -40 | 4  |
| A3 | Sri Lanka | 3 | 1 | 0 | 2 | 29  | 69 | -40 | 2  |
|    | Malaysia  | 3 | 0 | 0 | 3 | 22  | 89 | -67 | 0  |

### Girone B
| Data            | Incontro                   | Risultato | Sede      |
| --------------- | -------------------------- | --------- | --------- |
| 5 novembre 1972 | Corea del Sud — Thailandia | 12-13     | Hong Kong |
| 7 novembre 1972 | Hong Kong — Corea del Sud  | 18-6      | Hong Kong |
| 9 novembre 1972 | Hong Kong — Thailandia     | 17-0      | Hong Kong |

#### Classifica
|    | Squadra       | G | V | N | P | P+ | P- | P±  | PT |
| -- | ------------- | - | - | - | - | -- | -- | --- | -- |
| B1 | Hong Kong     | 2 | 2 | 0 | 0 | 35 | 6  | 29  | 4  |
| B2 | Thailandia    | 2 | 1 | 0 | 1 | 13 | 29 | -16 | 2  |
| B3 | Corea del Sud | 2 | 0 | 0 | 2 | 18 | 31 | -13 | 0  |

## Finali

### Finale per il 5º posto
| Hong Kong 10 novembre 1972, ore 19:45 UTC+8 | Corea del Sud | 37 – 0 referto | Sri Lanka | Stadio del Governo |

### Finale per il 3º posto
| Hong Kong 11 novembre 1972, ore 17 UTC+8 | Thailandia | 26 – 3 referto | Singapore | Stadio del Governo |

### Finale
| Arbitro: | Won Ho yoon |

|  |      |                       |
|  | mt   | 47’ T. Ito 70’ Murata |
|  | tr   | 70’ Yamaguchi         |
|  | c.p. | 14’, 74’ Yamaguchi    |